# Charlot fait la noce
Pour plus de détails, voir Fiche technique et Distribution.
Charlot fait la noce ou Charlot en bombe (titre original : A Night Out) est un film américain réalisé par Charles Chaplin, sorti le 15 février 1915.

## Synopsis
Charlot rencontre Ben Turpin et sympathise avec lui ; il se dispute ensuite avec un dandy puis se rend dans un bar. Sérieusement éméché, il retrouve le dandy au restaurant et se dispute encore avec ce dernier. Le videur intervient alors et fait sortir brutalement Ben Turpin et plus tard Charlot. Ils retournent alors à leur hôtel ; ils croisent alors une femme ravissante qui s'avère être celle du videur. Charlot préfère s'éclipser. Il change d'hôtel, se bat avec Ben Turpin et se retrouve nez-à-nez avec le videur ; après d'autre péripéties, il se retrouve dans sa baignoire tout habillé.

## Fiche technique
- Titre : Charlot fait la noce
- Titre original : A Night Out
- Réalisation : Charles Chaplin
- Pays de production :  États-Unis
- Langue : film muet avec les intertitres en anglais
- Format : Noir et blanc — 35 mm — 1,33:1 — Muet
- Genre : Comédie
- Durée : 34 minutes

## Distribution
- Charlie Chaplin
- Leo White
- Ben Turpin
- Bud Jamison
- Fred Goodwins
- Edna Purviance dont c'est le premier rôle (elle apparaît ensuite dans une trentaine de films réalisés par Chaplin)
- Madrona Hicks : femme voilée